# 2016年盧昂酒吧大火
2016年盧昂酒吧大火（法語：incendie du Cuba Libre）是一場發生于2016年8月5日至2016年8月6日的的火災，地點位於法國諾曼底大區盧昂的自由古巴酒吧，共造成14名青年喪生。

## 事件
盧昂的副檢察官洛朗·拉巴迪告訴美聯社，倖存者的初步證詞和警方調查的早期結果表明，“火災完全是意外”。“沒有爆炸，”拉巴迪告訴美聯社。“生日蛋糕上的蠟燭在攜帶它的人在通往地下室的樓梯上絆倒後引發了火災。”
據信，蠟燭火焰點燃了地下室天花板的聚苯乙烯天花板。預計大多數死亡是由吸入有毒煙霧引起，儘管此時尚未進行屍檢以確認個別死因。